# ILSA Timișoara
ILSA Timișoara (Industria Lânii Societate Anonimă Timișoara) a fost o echipă de fotbal din Timișoara, județul Timiș, România .

## Istorie
ILSA Timișoara a fost înființată în 1922, cu jucători și muncitori ai fabricii de lână din Timișoara.
Ei petrec majoritatea timpului în Liga Județeană Timișoara. Cea mai bună performanță a lor a fost să câștige Divizia B în 1936, actuala Liga II. Dar au pierdut play-off-ul pentru promovare/retrogradare pentru anul viitor al Diviziei A împotriva Universității Cluj cu 5–1 la general. Acestea au fost și ultimele meciuri din istoria lor, deoarece în acea vară ILSA Timișoara a fuzionat cu cea mai cunoscută echipă a acelui an, Chinezul Timișoara.
Fuziunea nu a fost un succes pentru că rezultatele nu au apărut, iar în doar 10 ani, în 1946, s-a desființat și Chinezul Timișoara. Chinezul Timișoara este cea mai bună echipă a Timișoarei din toată istoria, cu 6 titluri câștigate în Liga I, urmată de FC Ripensia Timișoara cu 4 titluri.

## Palmares

### Competiții Naționale

#### Ligi:
```
 
Liga I
:
```

- Play-off-ul Ligii I jucat (1): 1935–36

```
*
Play-off pentru promovare/retrogradare
 (pentru 
1936–37 Divizia A
 )
 
- Pierdut
 
– contra 
Universitatea Cluj
 .
```

```
 
Liga II
 :
```

- Câștigători (1): 1935–36

- Locul 2 (1): 1934–35

#### Cupe:
```
 
Cupa României
:
```

- Semifinale (1): 1934-1935

## linkuri externe
- Labtof.ro
- Picior.dk Arhivat în 31 august 2016, la Wayback Machine.
- Weltfussballarchiv.com